# Erlose
L'erlose (ou glucosylsucrose) est un triholoside (oligoside) composé d'une unité de fructose et de 2 unités de glucose.
On le trouve dans la gelée royale et les miels. L'erlose a le même pouvoir sucrant que le saccharose, cependant moins cariogène que ce dernier.
L'erlose solide peut se trouver sous deux formes cristallines hydratées différentes, appelées erlose I et II. Les deux cristaux, bien que similaires d'aspect (cristal transparent, sans odeur) ont des propriétés physiques différentes. Le point de fusion est de 80,0  à   80,5 °C pour la forme I et 136,5  à   137,0 °C pour la forme II.